# Gentio do Ouro
Gentio do Ouro è un comune del Brasile nello Stato di Bahia, parte della mesoregione del Centro-Norte Baiano e della microregione di Irecê.